# Lenguas japónicas
Las lenguas japónicas son una familia de lenguas teóricamente descendiente de una lengua antigua llamada protojapónico. Las lenguas de esta familia se hablan casi exclusivamente en Japón. Varias lenguas de esta familia se consideraban antiguamente dialectos del idioma japonés, pero actualmente se ven como lenguas independientes.

## Lenguas de la familia
Las lenguas japónicas son:
- Japonés (日本語)
  - Japonés oriental (hoy en día representado parcialmente por el habla de Aogashima (Tokio), Hachijojima (Tokio), Minamidaito (Okinawa), Kitadaito (Okinawa) y unas pocas islas pequeñas más).
  - Japonés occidental (representado por todos los dialectos japoneses de las islas principales).
    - Japonés occidental del este, incluye a la mayoría de los dialectos al este de la región de Kansai.
    - Japonés occidental del oeste, incluye a la mayoría de los dialectos al oeste de la región de Kanto.

- Lenguas ryukyuenses (琉球語)
  - Amami-Okinawense
    - Amami (奄美語)
      - Oshima septentrional
      - Oshima meridional
      - Toku-No-Shima
      - Kikai

    - Kunigami (国頭語）
      - Yoron
      - Oki-No-Erabu　
      - Kunigami (también llamado okinawense septentrional)
        - Ie
        - Dialectos del sur (también okinawense central u okinawense estándar)
        - Principal
        - Shimajiri (la afiliación de estos dialectos no es segura, pero se incluye aquí porque la región Shimajiri se considera parte de la región correspondiente)

    - Okinawense (沖縄語)

  - Sakishima
    - Miyako (宮古語)
      - Miyako
      - Irabu

    - Yaeyama (八重山語)
      - Ishigaki
      - Iriomote
      - Taketomi

    - Yonaguni (与那国語)

## Relaciones con otras familias
No existe una prueba concreta universalmente aceptada de la relación entre las lenguas japónicas y otras lenguas, pero existen una serie de hipótesis apoyadas por diversas evidencias:
- Una hipótesis relativamente reciente relaciona lenguas japónicas con la antigua y desaparecida lengua de Goguryeo. Otros van más allá incluyendo el japónico y el goguryeo dentro de una hipotética y mayor familia de lenguas llamada fuyu que incluiría las lenguas extinguidas asociadas con los antiguos Fuyu y Baekje.
- La hipótesis de las lenguas nipocoreanas relaciona el japónico con el coreano,[2] basándose en una sintaxis similar y similitudes léxicas escasas. La mayoría de los seguidores de la teoría "fuyu" no incluyen el coreano como parte de la familia.
- También está la controvertida hipótesis altaica que afirma que las lenguas japónicas, las lenguas fuyu, goguryeo y el coreano o cualquier combinación de ellas forman parte de la familia de lenguas altaica.
- Finalmente están las hipótesis que proponen vínculos con las lenguas austronésicas e incluso los que consideran que el japónico es una rama de la macrofamilia áustrica,[3][4] pero la evidencia en favor de estos tipos de propuestas es igualmente débil.

En vista de la falta de pruebas contundentes, la mayoría de lingüistas ven en estas similitudes un simple sprachbund y que los parecidos son simplemente resultado de la vecindad de los pueblos en Asia Central a lo largo de milenios. Por tanto, las variedades japónicas suelen considerarse como un grupo de idiomas o dialectos sin relación con otros idiomas conocidos.

### Comparación léxica
Los numerales en diferentes lenguas japónicas son:
| GLOSA | Numerales siníticos | Numerales siníticos | Numerales japónicos | Numerales japónicos | Numerales japónicos | Numerales japónicos | Numerales japónicos |
| GLOSA | Sino- japonés       | Chino clásico       | Japonés antiguo     | Japonés moderno     | Kunigami            | Yaeyama             | PROTO- JAPÓNICO     |
| ----- | ------------------- | ------------------- | ------------------- | ------------------- | ------------------- | ------------------- | ------------------- |
| '1'   | itɕi ichi           | *i̯it                | pijto               | çitoʦɯ hitotsu      | tʼiːtʃʼi            | pituʦy              | *pi:tə-tu           |
| '2'   | ɲi ni               | *ńii̯                | puta                | ɸɯtɑtsɯ futatsu     | tʼaːtʃʼi            | huta:ʦy             | *putaː-tu           |
| '3'   | saɴ san             | *sam                | uru-fu              | mitːsɯ mittsu       | miːtʃʼi             | my:ʦy               | *miː-tu             |
| '4'   | ɕi shi              | *sî                 | jo < *do            | jotːsɯ yottsu       | ju:tʃʼi             | ju:ʦy               | *jə-tu              |
| '5'   | ɡo go               | *ŋwo                | itu                 | itsɯtsɯ isutsu      | ʔitʃʼtʃʼi           | issy                | *etu                |
| '6'   | ɾokɯ roku           | *li̯uk               | mu-                 | mɯtːsɯ muttsu       | mu:tʃʼi             | ny:tsy / mu:ʦy      | *mu-tu              |
| '7'   | ɕitɕi shichi        | *tsʰit              | nana                | nɑnɑtsɯ nanatsu     | nanatʃʼi            | nanaʦy              | *nana-tu            |
| '8'   | hɑtɕi hachi         | *pat                | ja < *da            | jɑtːsɯ yattsu       | ja:tʃʼi             | ja:ʦy               | *ja:-tu             |
| '9'   | kʲɯː kyuu           | *ki̯u                | kokono-             | kokonotsɯ kokonotsu | kukunutʃʼi          | hakonaʦy            | *kəkənə-tu          |
| '10'  | dʑɯː juu            | *ʂip                | towo                | toː too             | tu:                 | tu:                 | *təwə               |